# Changé (Sarthe)
Changé – miejscowość i gmina we Francji, w regionie Kraj Loary, w departamencie Sarthe.
Według danych na rok 1990 gminę zamieszkiwało 4428 osób, a gęstość zaludnienia wynosiła 126 osób/km² (wśród 1504 gmin Kraju Loary Changé plasuje się na 94. miejscu pod względem liczby ludności, natomiast pod względem powierzchni na miejscu 199.).